# Nazionale maschile di calcio degli Emirati Arabi Uniti
La nazionale di calcio degli Emirati Arabi Uniti (in arabo منتخب الإمارات العربية المتحدة لكرة القدم‎?) è la squadra di calcio nazionale degli Emirati Arabi Uniti ed è posta sotto l'egida della Federazione calcistica degli Emirati Arabi Uniti.
Conta una partecipazione alla fase finale del campionato del mondo (Italia 1990, dove fu eliminata al primo turno) e vanta un secondo posto e due terzi posti in Coppa d'Asia, oltre alla vittoria di due Coppe del Golfo (2007 e 2013).

## Storia

### Esordi
La nazionale emiratina giocò il suo primo match il 17 marzo 1972 contro il Qatar (vittoria per 1-0) a Riad, qualche mese dopo la proclamazione di indipendenza degli Emirati Arabi Uniti. Il gol decisivo fu segnato da Ahmed Chowbi. In quei giorni affrontò tre altre nazionali arabe: perse per 4-0 contro l'Arabia Saudita e per 7-0 contro il Kuwait e vinse per 3-0 contro il Bahrein
Dal 1972 prese parte alla Coppa delle nazioni del Golfo, che ospitò nel 1982, ottenendo tre terzi posti consecutivi.

### Prime partecipazioni alla Coppa d'Asia
Qualificatasi per la fase finale della Coppa d'Asia 1980, giocata in Kuwait, la nazionale emiratina affrontò i padroni di casa (futuri vincitori del torneo), la Corea del Sud, la Malaysia e il Qatar nel gruppo B. Dopo il pareggio per 1-1 contro il Kuwait perse gli altri tre incontri, terminando il torneo al quinto posto nel suo girone e nono generale.
Gli Emirati Arabi si qualificarono anche per la Coppa d'Asia 1984 a Singapore e per la Coppa d'Asia 1988 in Qatar, edizioni in cui l'eliminazione arrivò sempre al primo turno. Il 7 dicembre 1984 ottennero la prima vittoria nelle fasi finali del torneo, contro l'India, sotto la guida del CT Heshmat Mohajerani.
Nel 1984 il CT Mohajerani si dimise e fu sostituito dal brasiliano Carlos Alberto Parreira, che guidò la squadra nella Coppa d'Asia 1988, per poi lasciare il suo posto al connazionale Mário Zagallo.

### Mondiale 1990
Sotto la gestione Zagallo la nazionale emiratina si qualificò per la prima volta alla fase finale di un mondiale, guadagnando l'accesso a Italia 1990. Prima della fase finale Parreira tornò a guidare la nazionale al posto del dimissionario Zagallo.
Inserita in un difficile girone comprendente Germania Ovest (poi vincitrice del torneo), Colombia e Jugoslavia, la squadra di Parreira totalizzò tre sconfitte in tre partite, segnando due gol e subendone undici. Perse per 2-0 contro la Colombia, per 5-1 contro la Germania Ovest e per 4-1 contro la Jugoslavia. Khalid Ismaïl contro la Germania Ovest mise a segno il primo gol emiratino nelle fasi finali dei mondiali.
Parreira fu esonerato dopo il mondiale.
Due anni dopo, nella Coppa d'Asia 1992, gli Emirati Arabi Uniti ottennero il quarto posto.

### Coppa d'Asia 1996
La nazionale emiratina, padrona di casa nella Coppa d'Asia 1996, si preparò al torneo ingaggiando il CT croato Tomislav Ivić nel 1995. Nella fase finale fu inserita in un gruppo con Kuwait, Corea del Sud e Indonesia. Dopo il pari contro i sudcoreani (1-1) arrivarono due vittorie, contro Kuwait (3-2) e Indonesia (2-0), che garantirono il primo posto nel girone con sette punti in classifica. Ai quarti di finale gli Emirati Arabi Uniti ebbero la meglio sull'Iraq (1-0 con il golden gol di Abdulrahman Ibrahim al 103º minuto di gioco) e in semifinale contro il Kuwait (1-0), qualificandosi per la prima volta per la finale. Nell'atto conclusivo del torneo si arresero all'Arabia Saudita ai tiri di rigore, ottenendo comunque un ottimo secondo posto, miglior risultato di sempre della squadra emiratina nel torneo.
Alla FIFA Confederations Cup 1997 furono presenti anche gli Emirati Arabi vice-campioni d'Asia, dato che l'Arabia Saudita, campione d'Asia in carica, era già qualificata per il torneo in quanto paese ospitante. Persero per 2-0 contro l'Uruguay, poi batterono il Sudafrica per 1-0 e furono nuovamente sconfitti (per 6-1) dalla Rep. Ceca nell'ultima partita, uscendo così dal torneo.

### Anni bui e Coppa del Golfo 2007

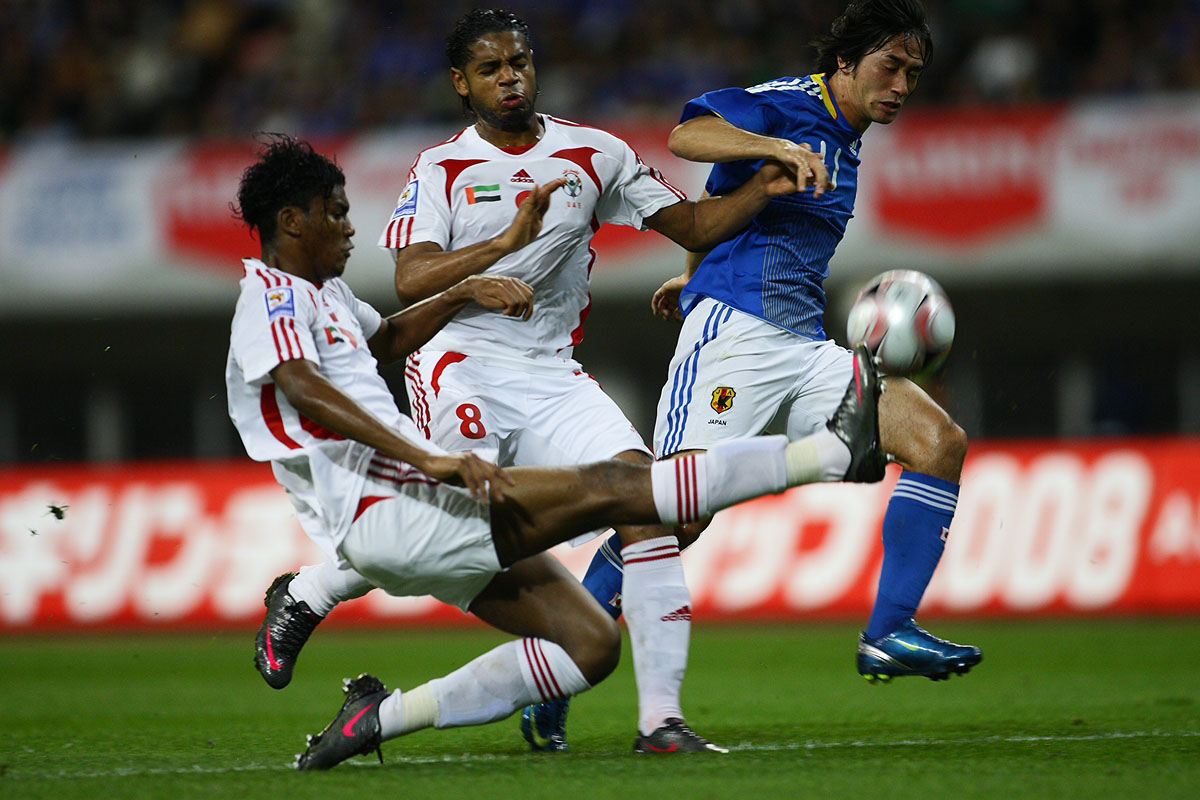
Immagine di gioco della sfida contro il, durante la Coppa Kirin del 2008.

Malgrado le buone prestazioni nella Coppa d'Asia 1996, gli Emirati Arabi Uniti mancarono la qualificazione alla Coppa d'Asia 2000, la cui fase finale si tenne in Libano. Terminarono successivamente all'ultimo posto il girone della Coppa del Golfo 2002.
Gli anni a venire furono caratterizzati da altri insuccessi. La squadra emiratina fu eliminata al primo turno della Coppa d'Asia nelle edizioni 2004, 2007 e 2011 (edizione, quest'ultima, conclusa senza gol all'attivo).
In questo periodo sulla panchina emiratina sedettero, tra gli altri, Carlos Queiroz (1999), Roy Hodgson (2002-2004) e Dick Advocaat (2005). Nel 2006 fu la volta di Bruno Metsu, che aveva guidato il Senegal ai quarti di finale del campionato del mondo 2002. Il tecnico francese condusse gli Emirati Arabi Uniti alla vittoria della Coppa del Golfo 2007, primo titolo nella storia della nazionale.

### Ottimi risultati (dal 2012)
Nel 2012 sulla panchina della squadra arrivò Mahdi Ali, che aveva guidato la nazionale emiratina Under-23 alla sua prima partecipazione alle Olimpiadi. Lavorando con i giovani, egli seppe formare un ottimo sodalizio, in grado di vincere la Coppa del Golfo 2013.
Nell’ottobre 2012, il sito ufficiale della Asian Football Confederation (AFC) pubblicò un articolo sulla campagna della nazionale degli Emirati Arabi Uniti per la qualificazione alla Coppa d'Asia 2015, in cui la squadra veniva definita con l’espressione razzista "sand monkey" (“scimmia della sabbia”). Questo grave episodio fu il risultato indiretto di un atto di vandalismo sulla voce Wikipedia dedicata alla nazionale emiratina, da cui il sito dell’AFC aveva tratto automaticamente il contenuto. Di fronte all’indignazione suscitata, la AFC fu costretta a presentare pubbliche scuse.
Nella fase conclusiva della Coppa d'Asia 2015, in Australia, gli Emirati Arabi Uniti affrontarono Iran, Qatar, Bahrein. Battuto per 4-1 il Qatar all'esordio, sconfissero anche il Bahrein (2-1), qualificandosi così per la fase a eliminazione diretta. Nel terzo incontro del girone persero per 1-0 contro l'Iran, ma guadagnarono comunque il secondo posto in classifica. Nei quarti di finale ebbero la meglio sul Giappone ai tiri di rigore, per poi perdere per 2-0 la semifinale contro l'Australia padrona di casa e futura vincitrice del torneo. Gli Emirati Arabi vinsero poi per 3-2 la finale per il terzo posto contro l'Iraq
La squadra emiratina non riuscì poi a qualificarsi per il campionato del mondo 2018. Giunta seconda nel gruppo A di seconda fase delle eliminatorie AFC dietro l'Arabia Saudita, si piazzò quarta nel girone B di terza fase, pur avendo piazzato l'attaccante Ahmed Khalil in testa alla classifica dei marcatori, a pari merito con altri due giocatori. Il commissario tecnico argentino Edgardo Bauza fu dunque esonerato e rimpiazzato dall'italiano Alberto Zaccheroni.

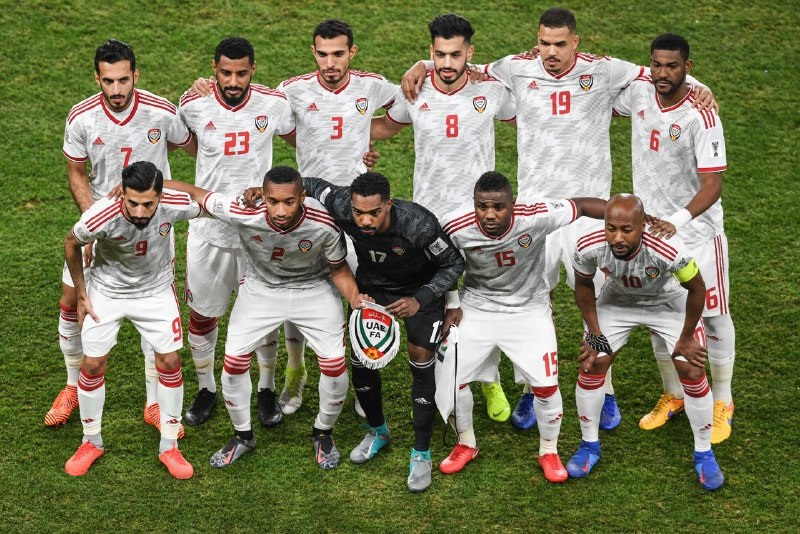
La formazione che si impose per 1-0 sull', nei quarti della Coppa d'Asia 2019.

In qualità di paese organizzatore della Coppa d'Asia 2019, gli Emirati Arabi Uniti si qualificarono d'ufficio alla fase finale del torneo. Qui vinsero il proprio girone con un pareggio (1-1 contro il Bahrein), una vittoria (2-0 contro l'India) e un altro pareggio (1-1 contro la Thailandia), per poi eliminare agli ottavi di finale il Kirghizistan (3-2 dopo i tempi supplementari) e ai quarti di finale l'Australia campione in carica (1-0), ma in semifinale subirono una clamorosa sconfitta contro il Qatar (0-4). Zaccheroni si dimise alla scadenza del contratto con la federazione.
Nelle qualificazioni al campionato del mondo 2022 la squadra emiratina riuscì a superare il girone di secondo turno e si piazzò terza nel proprio girone di terzo turno, qualificandosi allo spareggio con la terza classificata nell'altro girone, l'Australia. A ottenere un posto nel play-off contro il Perù furono, però, gli australiani, che sconfissero gli emiratini per 2-1 allo stadio Ahmed bin Ali di Ar Rayyan, in Qatar.
Nella Coppa d'Asia 2023, tenutasi in Qatar nel gennaio dell'anno successivo, gli emiratensi finirono dietro all'Iran e davanti a una miracolosa Palestina e a Hong Kong (unico eliminato nel gruppo C), con 4 punti al pari degli stessi palestinesi. Ma a sorpresa, agli ottavi di finale persero contro il Tagikistan, che mai prima d'ora si era qualificato in una Coppa d'Asia, nella lotteria a rigori per 5-3 dopo l'1-1 ai supplementari.

## Rivalità
Le rivalità più sentite e forti della nazionale degli Emirati Arabi Uniti sono con Arabia Saudita, Qatar, Oman e Iran.

### Qatar
La rivalità con il Qatar è particolarmente sentita nella Coppa delle nazioni del Golfo, che costituisce il torneo in cui le due squadre si sono affrontate più volte. In seguito alla crisi diplomatica con il Qatar, le tensioni sono aumentate, come dimostrato da un episodio avvenuto durante il Campionato asiatico di calcio Under-19 2018 in Indonesia in cui all'inizio di una partita il capitano della nazionale degli Emirati si rifiutò di stringere la mano al capitano qatariota. In quel torneo, gli Emirati sconfissero il Qatar per 2–1, ma furono comunque eliminati nella fase a gironi, mentre il Qatar si qualificò successivamente alla Campionato mondiale di calcio Under-20 2019. Fino al 2020, Qatar ed Emirati hanno disputato 31 incontri ufficiali, la maggior parte dei quali in gare competitive della Coppa delle nazioni del Golfo; la prima sfida vide la vittoria degli Emirati per 1–0. Sono stati disputati solo due incontri amichevoli, l’ultimo dei quali si è tenuto nel 2011 ed è terminato con una vittoria degli Emirati. 
Nella Coppa d'Asia 2019, ospitata proprio dagli Emirati, il Qatar travolse gli avversari per 4–0, prima vittoria qatariota sugli Emirati dal 2001, in un contesto di forti tensioni e violenze. La partita fu segnata da episodi spiacevoli, tra cui il lancio di bottiglie e scarpe da parte di alcuni tifosi emiratini, che si verificò per tutta la durata del match e divenne ancora più intenso man mano che il Qatar dimostrava la propria superiorità sulla squadra ospitante. Prima dell’incontro, il pubblico degli Emirati aveva anche fischiato l’inno nazionale del Qatar. I due Paesi avevano un rapporto ostile e avevano interrotto le relazioni diplomatiche a causa della Crisi diplomatica del Qatar, scoppiata nel 2017. Dopo la partita, i tifosi emiratini reagirono con disgusto e furia per l’umiliante sconfitta della nazionale di casa, e tentarono persino di fare irruzione nello stadio per avviare una possibile rissa con la squadra del Qatar, senza però riuscirci. La sconfitta rappresentò anche il primo insuccesso degli Emirati contro il Qatar dal 2002, interrompendo così una striscia di imbattibilità lunga 17 anni contro i rivali del Golfo. Forti critiche furono rivolte agli Emirati per non essere riusciti a contenere il comportamento violento dei tifosi durante la gara. Inoltre, questa fu la peggior sconfitta di sempre degli Emirati contro il Qatar in una competizione ufficiale, primato poi superato dalla disfatta per 5–0 nella Coppa araba FIFA 2021.

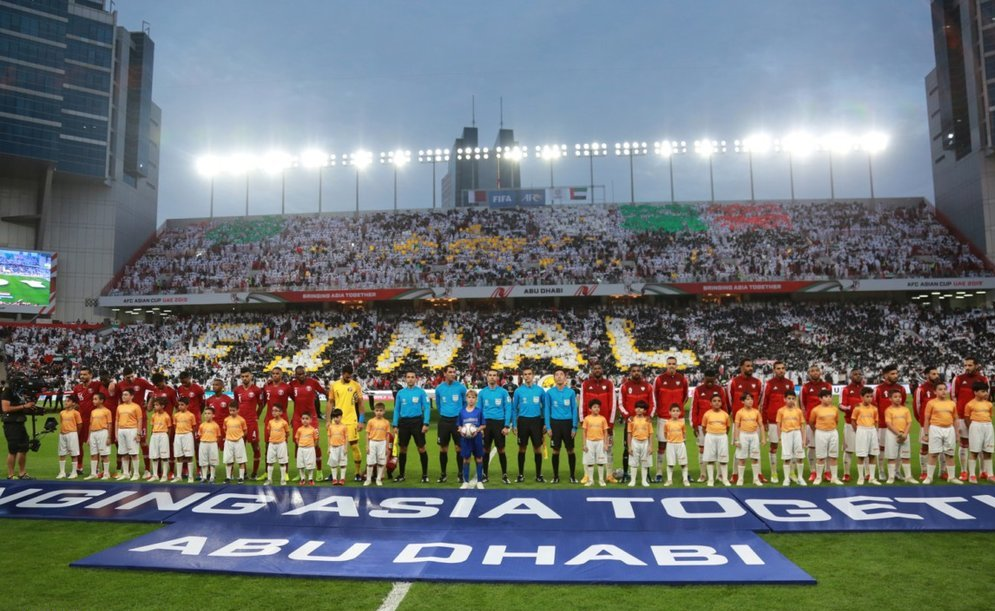
Qatar ed Emirati Arabi Uniti, schierati per la semifinale della Coppa d'Asia 2019.

In seguito alla sconfitta, la Federazione calcistica degli Emirati Arabi Uniti (UAEFA) presentò un ricorso ufficiale alla AFC contro l’idoneità di due giocatori del Qatar, Almoez Ali (nato in Sudan) e Bassam Al-Rawi (nato in Iraq), sostenendo che non fossero eleggibili a rappresentare il Qatar secondo l’Articolo 7 del Regolamento per l’Applicazione degli Statuti FIFA, che stabilisce che un giocatore può rappresentare una nazionale se "ha vissuto ininterrottamente per almeno cinque anni dopo aver compiuto 18 anni nel territorio dell’associazione interessata". Secondo l'accusa, Ali e Al-Rawi non avrebbero vissuto ininterrottamente in Qatar per almeno cinque anni dopo i 18 anni, sebbene entrambi avessero dichiarato che le loro madri erano nate in Qatar.
La gioia dei giocatori del Qatar alla fine della partita e la qualificazione alla finale furono enormi. Poche ore prima dell’inizio della finale del 1º febbraio 2019, il Comitato Disciplinare ed Etico della AFC annunciò di aver respinto il ricorso presentato dall’UAEFA. La campagna vincente del Qatar contribuì a inasprire ulteriormente la rivalità e le tensioni, tanto che la maggior parte dei giornali emiratini ebbe difficoltà persino a riportare la notizia del successo.
Gli Emirati Arabi Uniti furono multati per 150.000 dollari e inizialmente costretti a disputare due partite casalinghe a porte chiuse. La decisione fu in seguito impugnata dall’UAEFA. Secondo alcune voci, il presidente della AFC, Salman bin Ibrahim Al Khalifa, avrebbe avuto un ruolo nella revoca della sanzione, dato che è cittadino del Bahrein, Paese che aveva partecipato al blocco contro il Qatar.

### Arabia Saudita
Un altro grande rivale degli Emirati è l’Arabia Saudita, affrontata più volte nella Coppa delle nazioni del Golfo. Le due nazionali si sono incontrate anche due volte nella Coppa d'Asia: la prima in semifinale nell’edizione del 1992, vinta dall’Arabia Saudita; la seconda nella finale del 1996, ospitata dagli Emirati, che terminò 0–0 e fu decisa ai calci di rigore, con la vittoria saudita per 4–2. Questa resta l’unica finale raggiunta dagli Emirati, mentre fu l’ultimo titolo continentale conquistato dai sauditi, che persero poi le due finali successive, nel 2000 e nel 2007. Quando le due nazionali si affrontano nelle qualificazioni, la sfida viene spesso definita "la battaglia dei titani", dato che entrambe sono tra le squadre più vincenti della Penisola araba.

## Tornei

### Mondiali
| Anno | Luogo                         | Piazzamento      | V | N | P | Gol  |
| ---- | ----------------------------- | ---------------- | - | - | - | ---- |
| 1978 | Argentina                     | Ritirata         | - | - | - |      |
| 1982 | Spagna                        | Non partecipante | - | - | - |      |
| 1986 | Messico                       | Non qualificata  | - | - | - |      |
| 1990 | Italia                        | Primo turno      | 0 | 0 | 3 | 2:11 |
| 1994 | Stati Uniti                   | Non qualificata  | - | - | - |      |
| 1998 | Francia                       | Non qualificata  | - | - | - |      |
| 2002 | Corea del Sud / Giappone      | Non qualificata  | - | - | - |      |
| 2006 | Germania                      | Non qualificata  | - | - | - |      |
| 2010 | Sudafrica                     | Non qualificata  | - | - | - | -    |
| 2014 | Brasile                       | Non qualificata  | - | - | - | -    |
| 2018 | Russia                        | Non qualificata  | - | - | - | -    |
| 2022 | Qatar                         | Non qualificata  | - | - | - | -    |
| 2026 | Canada / Messico/ Stati Uniti | Da determinare   | - | - | - | -    |

### Coppa d'Asia
| Anno | Luogo                                   | Piazzamento      | V | N | P | Gol  |
| ---- | --------------------------------------- | ---------------- | - | - | - | ---- |
| 1956 | Hong Kong                               | Non partecipante | - | - | - | -    |
| 1960 | Corea del Sud                           | Non partecipante | - | - | - | -    |
| 1964 | Israele                                 | Non partecipante | - | - | - | -    |
| 1968 | Iran                                    | Non iscritta     | - | - | - | -    |
| 1972 | Thailandia                              | Non partecipante | - | - | - | -    |
| 1976 | Iran                                    | Non partecipante | - | - | - | -    |
| 1980 | Kuwait                                  | Primo turno      | 0 | 1 | 3 | 3:9  |
| 1984 | Singapore                               | Primo turno      | 2 | 0 | 2 | 3:8  |
| 1988 | Qatar                                   | Primo turno      | 1 | 0 | 3 | 2:4  |
| 1992 | Giappone                                | Quarto posto     | 1 | 2 | 2 | 5:7  |
| 1996 | Emirati Arabi Uniti                     | Secondo posto    | 4 | 1 | 1 | 8:7  |
| 2000 | Libano                                  | Non qualificata  | - | - | - | -    |
| 2004 | Cina                                    | Primo turno      | 0 | 1 | 2 | 1:5  |
| 2007 | Indonesia/ Malaysia Thailandia/ Vietnam | Primo turno      | 1 | 0 | 2 | 3:6  |
| 2011 | Qatar                                   | Primo turno      | 0 | 1 | 2 | 0:4  |
| 2015 | Australia                               | Terzo posto      | 3 | 1 | 2 | 10:8 |
| 2019 | Emirati Arabi Uniti                     | Semifinali       | 3 | 2 | 1 | 8:8  |
| 2023 | Qatar                                   | Ottavi di finale | 1 | 2 | 1 | 6:5  |
| 2027 | Arabia Saudita                          | Qualificata      | - | - | - | -    |

### Confederations Cup
| Anno | Luogo                    | Piazzamento     | V | N | P | Gol |
| ---- | ------------------------ | --------------- | - | - | - | --- |
| 1992 | Arabia Saudita           | Non invitata    | - | - | - | -   |
| 1995 | Arabia Saudita           | Non invitata    | - | - | - | -   |
| 1997 | Arabia Saudita           | Primo turno     | 1 | 0 | 2 | 2:8 |
| 1999 | Messico                  | Non qualificata | - | - | - | -   |
| 2001 | Corea del Sud / Giappone | Non qualificata | - | - | - | -   |
| 2003 | Francia                  | Non qualificata | - | - | - | -   |
| 2005 | Germania                 | Non qualificata | - | - | - | -   |
| 2009 | Sudafrica                | Non qualificata | - | - | - | -   |
| 2013 | Brasile                  | Non qualificata | - | - | - | -   |
| 2017 | Russia                   | Non qualificata | - | - | - | -   |

### Coppa delle nazioni del Golfo
| Anno | Luogo               | Piazzamento      | V | N | P | Gol  |
| ---- | ------------------- | ---------------- | - | - | - | ---- |
| 1970 | Bahrein             | Non partecipante | - | - | - | -    |
| 1972 | Arabia Saudita      | Terzo posto      | 1 | 0 | 2 | 1:11 |
| 1974 | Kuwait              | Quarto posto     | 1 | 0 | 3 | 5:9  |
| 1976 | Qatar               | Terzo posto      | 0 | 2 | 4 | 4:13 |
| 1979 | Iraq                | Sesto posto      | 1 | 0 | 5 | 5:18 |
| 1982 | Emirati Arabi Uniti | Terzo posto      | 3 | 0 | 2 | 7:6  |
| 1984 | Oman                | Quarto posto     | 2 | 3 | 1 | 5:4  |
| 1986 | Bahrein             | Secondo posto    | 3 | 1 | 2 | 10:7 |
| 1988 | Arabia Saudita      | Secondo posto    | 3 | 2 | 1 | 7:4  |
| 1990 | Kuwait              | Quinto posto     | 0 | 2 | 2 | 2:8  |
| 1992 | Qatar               | Quarto posto     | 3 | 0 | 1 | 4:3  |
| 1994 | Emirati Arabi Uniti | Secondo posto    | 3 | 2 | 0 | 7:1  |
| 1996 | Oman                | Quarto posto     | 1 | 3 | 1 | 5:5  |
| 1998 | Bahrein             | Terzo posto      | 2 | 1 | 2 | 5:7  |
| 2002 | Arabia Saudita      | Sesto posto      | 1 | 0 | 4 | 3:7  |
| 2003 | Kuwait              | Quinto posto     | 2 | 1 | 3 | 6:7  |
| 2004 | Qatar               | Primo turno      | 0 | 1 | 2 | 4:5  |
| 2007 | Emirati Arabi Uniti | Campione         | 4 | 0 | 1 | 8:5  |
| 2009 | Oman                | Primo turno      | 1 | 1 | 1 | 3:4  |
| 2010 | Yemen               | Terzo posto      | 1 | 2 | 1 | 3:2  |
| 2013 | Bahrein             | Campione         | 5 | 0 | 0 | 10:3 |
| 2014 | Arabia Saudita      | Terzo posto      | 2 | 2 | 1 | 7:5  |
| 2017 | Kuwait              | Secondo posto    | 1 | 4 | 0 | 1:0  |
| 2019 | Qatar               | Primo Turno      | 1 | 0 | 2 | 5:6  |
| 2023 | Iraq                | Primo Turno      | 0 | 1 | 2 | 2:4  |
| 2024 | Kuwait              | Primo Turno      | 0 | 2 | 1 | 3:4  |
| 2025 | Oman                | Qualificata      | - | - | - | -    |

### FIFA Arab Cup
| Anno | Luogo          | Piazzamento      | V | N | P | Gol |
| ---- | -------------- | ---------------- | - | - | - | --- |
| 1963 | Libano         | Non partecipante | - | - | - | -   |
| 1964 | Kuwait         | Non partecipante | - | - | - | -   |
| 1966 | Iraq           | Non partecipante | - | - | - | -   |
| 1985 | Arabia Saudita | Non partecipante | - | - | - | -   |
| 1988 | Giordania      | Non partecipante | - | - | - | -   |
| 1992 | Siria          | Non partecipante | - | - | - | -   |
| 1998 | Qatar          | Quarto Posto     | 1 | 0 | 3 | 6:8 |
| 2002 | Kuwait         | Non qualificata  | - | - | - | -   |
| 2012 | Arabia Saudita | Ritirata         | - | - | - | -   |
| 2021 | Qatar          | Quarti di Finale | 2 | 0 | 2 | 3:7 |
| 2025 | Qatar          | Qualificata      | - | - | - | -   |

## Allenatori
- 1972-1973  Mohammed Sheita
- 1973  Jumaa Gharib
- 1973-1974  Mohammed Sheita
- 1975  Mimi El-Sherbini
- 1975-1976  Jumaa Gharib
- 1976  Dimitri Tadić
- 1977-1980  Don Revie
- 1980-1984  Heshmat Mohajerani
- 1984-1988  Carlos Alberto Parreira
- 1988-1990  Mário Zagallo
- 1990  Bernhard Blaut
- 1990-1992  Valery Lobanovsky
- 1992-1995  Antoni Piechniczek
- 1995-1996  Tomislav Ivić
- 1997  Lori Sandri
- 1997  Milan Máčala
- 1998  Lori Sandri
- 1998-set 1999  Carlos Queiroz
- 1999  Srećko Juričić
- 2000  Abdullah Masfar
- 2000-2001  Henri Michel
- 2001  Abdullah Saqr
- 2001  Tini Ruijs
- Nov 2001-Gen 2002  Jo Bonfrère
- Aor 2002-Gen 2004  Roy Hodgson
- 2004-2005  Aad de Mos
- Ago-set 2005  Dick Advocaat
- 2006-Set 2008  Bruno Metsu
- Set 2008-Gen 2009  Dominique Bathenay
- Giu 2009-Set 2011  Srečko Katanec
- Set 2011-Ago 2012  Abdullah Masfar
- Ago 2012-Mag 2017  Mahdi Ali
- Mag-Set 2017  Edgardo Bauza
- Ott 2017-Gen 2019  Alberto Zaccheroni
- Mar-Dic 2019  Bert van Marwijk
- Dic 2019-Apr 2020  Ivan Jovanović
- Apr-Lug 2020  Jorge Luis Pinto
- Dic 2020-Feb 2022  Bert van Marwijk
- Feb 2022-Lug 2023  Rodolfo Arruabarrena
- Lug 2023-Apr 2025  Paolo Bento
- Apr 2025-  Cosmin Olăroiu

## Rosa
Lista dei convocati per le partite della Terza fase delle qualificazioni ai Mondiali 2026 del giugno 2025.
| N. | Pos. | Giocatore           | Data nascita (età) | Pres. | Reti | Squadra           |
| -- | ---- | ------------------- | ------------------ | ----- | ---- | ----------------- |
| 1  | P    | Ali Khasif          | 9 giugno 1987      | 73    | 0    | Al-Jazira         |
| 17 | P    | Khalid Eisa         | 15 settembre 1989  | 89    | 0    | Al-Ain (Capitano) |
| 22 | P    | Hamad Al-Meqebaali  | 13 luglio 2003     | 0     | 0    | Shabab Al-Ahli    |
| 2  | D    | Saša Ivković        | 13 maggio 1993     | 1     | 0    | Al-Wahda          |
| 3  | D    | Lucas Pimenta       | 17 luglio 2000     | 4     | 0    | Al-Wahda          |
| 4  | D    | Kouame Autonne      | 22 settembre 2000  | 10    | 0    | Al-Ain            |
| 12 | D    | Khalifa Al Hammadi  | 7 novembre 1998    | 53    | 2    | Al-Jazira         |
| 13 | D    | Bader Nasser        | 16 settembre 2001  | 14    | 0    | Shabab Al-Ahli    |
| 14 | D    | Abdulrahman Saleh   | 13 ottobre 2002    | 3     | 0    | Al-Wasl           |
| 16 | D    | Marcus Meloni       | 25 giugno 2000     | 10    | 1    | Sharjah           |
| 19 | D    | Alaeddine Zouhir    | 7 marzo 2000       | 1     | 0    | Al-Wahda          |
|    | D    | Khaled Ibrahim      | 17 gennaio 1997    | 24    | 1    | Sharjah           |
| 5  | C    | Mohammed Abdulbasit | 19 ottobre 1995    | 6     | 0    | Sharjah           |
| 6  | C    | Abdullah Ramadan    | 7 marzo 1998       | 49    | 1    | Al-Jazira         |
| 7  | C    | Ali Saleh           | 22 gennaio 2000    | 43    | 6    | Al-Wasl           |
| 8  | C    | Abdulla Hamad       | 18 settembre 2001  | 20    | 0    | Al-Wahda          |
| 9  | C    | Hareb Abdullah      | 26 novembre 2002   | 39    | 8    | Shabab Al-Ahli    |
| 10 | C    | Yahya Al Ghassani   | 18 aprile 1998     | 32    | 9    | Shabab Al-Ahli    |
| 15 | C    | Yahia Nader         | 11 settembre 1998  | 21    | 0    | Al-Ain            |
| 21 | C    | Luan Pereira        | 21 aprile 2000     | 3     | 0    | Sharjah           |
|    | C    | Fábio Lima          | 30 giugno 1993     | 40    | 17   | Al-Wasl           |
|    | C    | Majed Hassan        | 1º agosto 1992     | 69    | 1    | Sharjah           |
| 11 | A    | Caio Canedo         | 9 agosto 1990      | 56    | 10   | Al-Wasl           |
| 18 | A    | Lithierry           | 14 maggio 2001     | 1     | 0    | Ajman             |
| 20 | A    | Álvaro de Oliveira  | 27 maggio 2001     | 1     | 0    | Al-Bataeh         |
| 23 | A    | Bruno de Oliveira   | 10 giugno 2001     | 10    | 0    | Al-Jazira         |
|    | A    | Caio Lucas          | 19 aprile 1994     | 3     | 0    | Sharjah           |
|    | A    | Junior Ndiaye       | 29 marzo 2005      | 0     | 0    | Montpellier       |
|    | A    | Sultan Adil         | 4 maggio 2004      | 13    | 7    | Shabab Al-Ahli    |

### Staff Tecnico attuale
Ultimo aggiornamento: Aprile 2025
| Posizione              | Nome                   |
| ---------------------- | ---------------------- |
| Allenatore             | Cosmin Olăroiu         |
| Assistenti             | Cătălin Necula         |
| Assistenti             | Gabriel Caramarin      |
| Assistenti             | Yaser Al Saedi         |
| Assistenti             | Mohamed Al Balooshi    |
| Assistenti             | Rizwan Chaudhry        |
| Allenatore portieri    | Eugen Nae              |
| Preparatore atletico   | Leandro Alub           |
| Scout                  | Ferdinando Montebello  |
| Amministratore Squadra | Mohamed Albalooshi     |
| Coordinatore Media     | Salim Alnaqbi          |
| Medico Squadra         | Flavio Cruz            |
| Interprete             | Hussein Fakih          |
| Match Analyst          | Karim Tayara Rareş Ene |

## Tutte le rose

### Campionato del mondo
Coppa del Mondo FIFA 19901 Musa, 2 K. Ghanim, 3 Thani, 4 M. Ghanim, 5 Sultan, 6 Abdulrahman Mohamed, 7 F. Khamees, 8 Ismaïl, 9 Abdulaziz Mohamed, 10 Al-Talyani, 11 Bakhit, 12 Ghuloum, 13 H. Mohamed, 14 N. Khamees, 15 I. Meer, 16 Salim, 17 Musabah, 18 Abdulrahman, 19 E. Meer, 20 Hussain, 21 Al-Haddad, 22 Hassan, CT: Parreira

### Coppa d'Asia
Coppa d'Asia 19841 Musa, 2 K. Ghanim, 3 Ali Mohamed, 4 M. Ghanim, 5 Sultan, 6 Al-Qadhi, 7 Khamees, 8 Mohamed, 9 Obeid, 10 Al-Talyani, 11 Naseeb, 12 Othman, 15 Abdulrahman, 16 Al-Zahiri, 18 Salim, 20 Saleh, 22 Hassan, CT: Parreira
Coppa d'Asia 19882 K. Ghanim, 3 Thani, 4 M. Ghanim, 5 Sultan, 6 Abdulrahman Mohamed, 7 Khamees, 10 Al-Talyani, 11 Bakhit, 12 Ghuloum, 13 Mohamed, 15 Meer, 16 Salim, 17 Musabah, 20 Al-Zahiri, CT: Zagallo
Coppa d'Asia 19921 Aleed, 2 E. Meer, 3 I. Meer, 4 Al-Haddad, 5 Hussain, 6 Rashid, 7 S. B. Mubarak, 8 Ismaïl, 9 Khamees, 10 Al-Talyani, 11 Bakhit, 12 Ghuloum, 14 K. S. Mubarak, 15 Salmeen, 16 Ibrahim, 17 Musabah, 18 Salem, 19 A. G. Mubarak, 20 Madani, 22 Hassan, CT: Lobanovs'kyj
Coppa d'Asia 19961 Al-Holi, 2 Hussain, 3 Abdulla, 4 Al-Haddad, 5 Saleh, 6 Rashid, 7 S. Mubarak, 10 Al-Talyani, 11 Bakhit, 12 Y. Mubarak, 13 A. Mohamed, 14 K. Mubarak, 15 M. Mohamed, 16 Saeed, 17 Musabah, 18 A. Ali, 19 G. Ali, 20 Al-Kabbani, 21 M. Ahmed, 23 A. Ahmed, CT: Ivić
Coppa d'Asia 20041 Al-Holi, 3 Abdul Razzaq, 4 Jesmi, 5 Jumaa, 6 Abdulrahman, 8 Mohamed, 9 Saad, 10 Rashid, 12 Yaslam, 13 Ahmed, 14 Saeed, 16 Rashed, 17 Salim, 18 Matar, 19 Ali, 21 Fakher, 23 Mubarak, 24 Khater, 25 Qassim, 26 Khamis, 28 Malallah, 29 Abdulla, CT: de Mos
Coppa d'Asia 20071 Nasser, 2 Jumaa, 3 Khamis, 4 Msarri, 5 E. Ali, 6 Abdulrahman, 7 Darwish, 8 H. Ali, 9 Mubarak, 10 Matar, 11 Khalil, 12 Salim, 13 Al Amri, 14 B. Saeed, 15 Al Shehhi, 17 Jaber, 18 Mubarak, 19 Al Kass, 20 H. Saeed, 21 Fakher, 22 Qassim, 23 Saif, 28 Rabee, CT: Metsu
Coppa d'Asia 20111 Nasser, 2 Lashkari, 3 Ahmed, 4 Khater, 5 A. Abdulrahman, 6 Juma, 7 Al Wehaibi, 8 Al Kamali, 9 Al Shehhi, 10 Matar, 11 Khalil, 12 Mohamed, 13 Awana, 14 Abbas, 15 Al Hammadi, 16 Mubarak, 17 Jaber, 18 Al Bloushi, 19 Al Kass, 20 Al Kathiri, 21 Khamees, 22 Khaseif, 23 O. Abdulrahman, CT: Katanec
Coppa d'Asia 20151 Nasser, 2 Ibrahim, 3 Abbas, 4 Fardan, 5 A. Abdulrahman, 6 Salem, 7 Mabkhout, 8 Al Kamali, 9 Hussain, 10 O. Abdulrahman, 11 Khalil, 12 Eisa, 13 Esmaeel, 14 Sanqour, 15 Al Hammadi, 16 M. Abdulrahman, 17 Hassan, 18 Fawzi, 19 I. Ahmed, 20 Al Kathiri, 21 Saleh, 22 Yousef, 23 M. Ahmed, CT: Redha
Coppa d'Asia 20191 Khaseif, 2 Salmeen, 3 Abbas, 4 Khali. Mubarak, 5 A. Abdulrahman, 6 Jumaa, 7 Mabkhout, 8 Hassan, 9 Al-Ahbabi, 10 Matar, 11 Khalil, 12 K. Al Hammadi, 13 Esmaeel, 14 Khalvan, 15 I. Al Hammadi, 16 M. Abdulrahman, 17 Eisa, 18 Al Hassan, 19 I. Ahmed, 20 Rashid, 21 Khalf. Mubarak, 22 Al Shamsi, 23 M. Ahmed, CT: Zaccheroni
Coppa d'Asia 20231 Khaseif, 2 Idrees, 3 Z. Sultan, 4 Al-Hashemi, 5 Salmeen, 6 M. Rashid, 7 Mabkhout, 8 Al-Zaabi, 9 A. Saleh, 10 Fábio Lima, 11 Caio Canedo, 12 K. Al Hammadi, 13 M. Al Attas, 14 A. Hamad, 15 Nader, 16 M. Abbas, 17 Eisa, 18 Ramadan, 19 K. Ibrahim, 20 Al Ghassani, 21 H. Abdullah, 22 H. Hamza, 23 S. Adil, 24 A. Abdalla, 25 A. Saleh, 26 B. Nasser, CT: Bento

### Confederations Cup
FIFA Confederations Cup 19971 Al-Holi, 2 Al-Falasi, 3 Abdulla, 4 Al-Haddad, 5 H. Mubarak, 6 Rashid, 7 S. Mubarak, 8 Adel, 9 Khamees, 10 Al-Talyani, 11 S. Ali, 12 Y. Mubarak, 13 Jumaa, 14 K. Mubarak, 15 Mohamed, 16 Saeed, 17 Musabah, 18 I. Ali, 19 G. Ali, 20 Al-Zahiri, CT: Máčala

## Statistiche e record

### Record individuali
Statistiche aggiornate al 24 marzo 2022. I calciatori in grassetto militano tuttora in nazionale.

#### Presenze

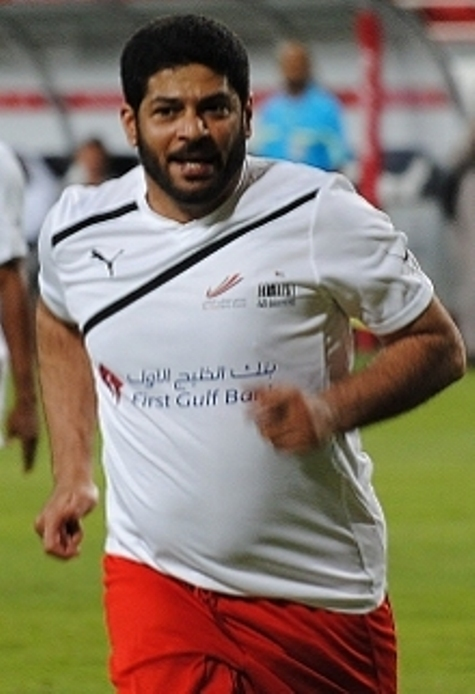
Adnan Al Talyani, il primatista di presenze con la nazionale emiratina.

| Pos. | Giocatore         | Pres. | Reti | Periodo   |
| ---- | ----------------- | ----- | ---- | --------- |
| 1    | Adnan Al Talyani  | 161   | 52   | 1983-1997 |
| 2    | Ismail Matar      | 136   | 36   | 2003-2021 |
| 3    | Subait Khater     | 120   | 12   | 1999-2011 |
| 4    | Abdulrahim Jumaa  | 116   | 13   | 1998-2009 |
| 4    | Ismail Al Hammadi | 116   | 13   | 2007-2019 |
| 6    | Ali Mabkhout      | 115   | 85   | 2009-     |
| 7    | Zuhair Bakheet    | 112   | 27   | 1988-2002 |
| 7    | Abdulsalam Jumaa  | 112   | 7    | 1997-2010 |
| 7    | Walid Abbas       | 112   | 6    | 2008-oggi |
| 10   | Muhsin Musabah    | 107   | 0    | 1988-1999 |

#### Reti

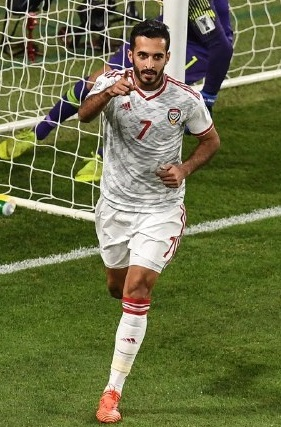
Ali Mabkhout, il primatista di reti con la nazionale emiratina.

| Pos. | Giocatore         | Reti | Pres. | Media reti | Periodo   |
| ---- | ----------------- | ---- | ----- | ---------- | --------- |
| 1    | Ali Mabkhout      | 85   | 115   | 0.74       | 2009-oggi |
| 2    | Adnan Al Talyani  | 52   | 161   | 0.32       | 1983-1997 |
| 3    | Ahmed Khalil      | 48   | 104   | 0.46       | 2008-2019 |
| 4    | Fahad Khamees     | 37   | 82    | 0.45       | 1981-1990 |
| 5    | Ismail Matar      | 36   | 136   | 0.26       | 2003-2021 |
| 6    | Mohammad Omar     | 28   | 102   | 0.27       | 1996-2009 |
| 7    | Zuhair Bakheet    | 27   | 112   | 0.24       | 1988-2002 |
| 8    | Fábio Lima        | 17   | 40    | 0.43       | 2020-oggi |
| 9    | Saeed Al Kass     | 15   | 60    | 0.25       | 1998-2013 |
| 10   | Faisal Khalil     | 13   | 61    | 0.21       | 2001-2010 |
| 10   | Ismail Al Hammadi | 13   | 116   | 0.11       | 2007-2019 |
| 10   | Abdulrahim Jumaa  | 13   | 116   | 0.11       | 1998-2009 |

## Evoluzione maglia

### Divisa Casa
| 1990 | 1992–94 | 1994 | 1996 | 2002–04 | 2011–13 | 2015–18 | 2019–2022 | 2023– |

### Divisa Trasferte
| 1990 | 1992–94 | 1994–95 | 1996 | 2002–04 | 2011–13 | 2015–18 | 2019–2022 | 2023– |